# Kuche
Kuche (kinesiska: 库车县) var ett buddhistiskt kungarike vid Sidenvägens norra gren medöknen  Takla Makan i söder. Orten Kuche ligger i Aksu prefektur i Xinjiang. Avståndet till regionhuvudstaden Ürümqi är omkring 440 kilometer.

## Geografi
Oasen Kuche ligger mellan bergsmassivet Tien Shans södra sluttning och Tarimbäckenet. Oasen får sitt vatten från Kuche- och Muzartfloden. Runt Kuche är det ganska glesbefolkat, med 27 invånare per kvadratkilometer. Det finns inga andra samhällen i närheten. Trakten runt Kuche består till största delen av jordbruksmark.

### Demografi
Största folkslaget i Xinjiang är uigurer, ett turkfolk. Antalet invånare är 462 588. Befolkningen består av 222 343 kvinnor och 240 245 män. Barn under 15 år utgör 22,0 %, vuxna 15-64 år 72 %, och äldre över 65 år 5,0 %.

### Klimat
Genomsnittlig årsnederbörd är 141 millimeter. Den regnigaste månaden är juni, med i genomsnitt 36 mm nederbörd, och den torraste är mars, med 2 mm nederbörd.

## Historia
.

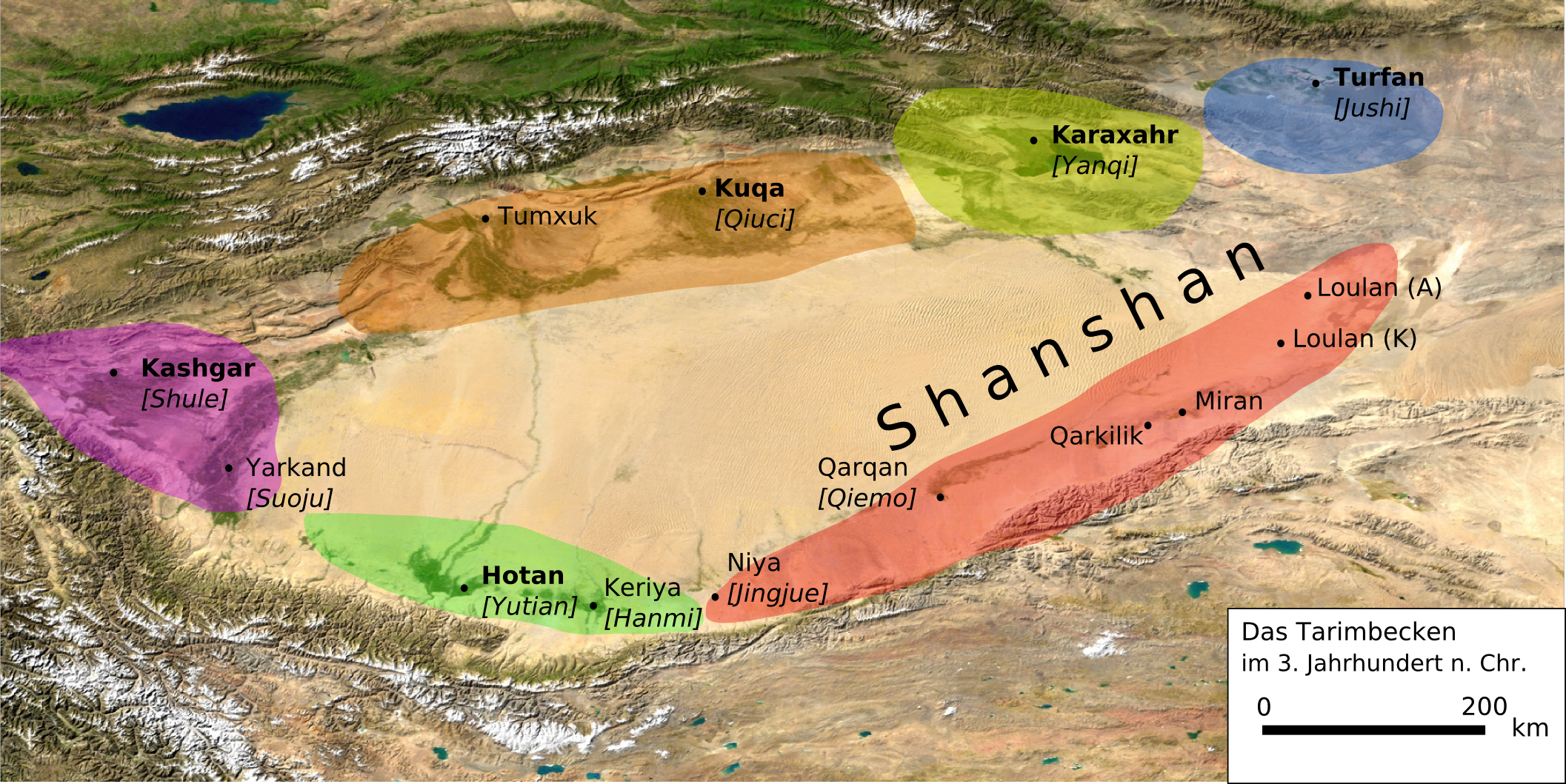
Tarimbäckenet 300-talet

Enligt krönikan Hanshu var Kuche det största kungadömet i de västra regionerna och oasen var den folkrikaste i Tarimbäckenet. På 100-talet e. Kr. infördes Buddhism och blev den största religionen på 400-talet. Buddhistmunken Xuanzang besökte Kuche 630 på sin resa till Indien. Sidenvägen hade då öppnats och den norra grenen gick genom Kuche. Kina styrde i området 658, hotades av Tibet i söder och Kazaker i norr. Under medeltiden var Xinjiang en autonom region under Tibet. Kina återerövrade Xinjiang på 1700-talet.